# 더 하더 데이 폴
"더 하더 데이 폴"(영어: The Harder They Fall)은 2021년 개봉한 미국의 서부 영화로, 제임스 새뮤얼의 감독 데뷔작이다.
더 하더 데이 폴은 2021년 10월 6일 BFI 런던 영화제에서 초연되었다. 11월 3일 넷플릭스에서 스트리밍되기 전인 2021년 10월 22일에 한정 개봉되었다.

## 줄거리
어린 시절, 냇 러브는 루퍼스 벅 일당에게 부모를 잃고 이마에 십자가 흉터를 새겨진다. 20년 후, 냇은 복수를 위해 벅의 일당을 추적하고, 그의 동료들과 함께 은행 강도들의 돈을 훔친다. 이 돈이 벅의 것이라는 것을 알게 된 냇은 옛 연인 메리 필즈를 찾아간다.
한편, 감옥에 있던 벅은 풀려나고, 옛 근거지인 레드우드 시티를 장악한다. 그는 마을 사람들에게 돈을 요구하며 폭정을 일삼는다. 연방 보안관 바스 리브스는 냇에게 벅에게 복수할 기회를 제공하고, 냇의 동료들과 메리, 그녀의 오른팔 커피가 합류한다. 메리는 벅 일당에게 잡히고, 냇은 그녀를 구하기 위해 인질이 된다. 벅은 냇에게 돈을 요구하며 백인 마을 은행을 털어오라고 시킨다.
냇 일행은 은행을 털지만, 벅이 메리를 순순히 풀어주지 않을 것을 알고 함정 계획을 세운다. 레드우드에서 냇 일행과 벅 일당은 격렬한 총격전을 벌이고, 대부분의 벅 일당이 죽는다. 냇은 벅과 마주하게 되고, 벅은 자신들이 이복형제라는 사실을 밝힌다. 벅은 냇을 범죄자로 만든 것이 아버지에 대한 복수였다고 말한다. 냇은 망설이지만 결국 벅을 죽인다.
냇과 그의 동료들은 죽은 동료들을 묻고, 냇은 법적으로 사망한 것으로 처리된다. 커피는 보안관 리브스의 부관이 되고, 냇과 메리는 새로운 길을 떠난다. 멀리서 한 여자가 그들을 지켜본다.

## 출연
- 조너선 메이저스 - 냇 러브 역
- 이드리스 엘바 - 루퍼스 벅 역
- 자지 비츠 - 역마차 메리 역
- 레지나 킹 - 트루디 스미스 역
- 델로이 린도 - 배스 리브스 역
- 러키스 스탠필드 - 체로키 빌 역
- RJ 사일러 - 짐 베크워스 역
- 대니엘 데드와일러 - 커피 역
- 에디 가테지 - 빌 피킷 역
- 디언 콜 - 와일리 에스코 역
- 데이먼 웨이언스 주니어
- 라즈 알론소
- 무스타파 샤키르
- 마크 리노 스미스 - 카슨 역
- 은타레 무위네